# زراعة النخيل في فلسطين

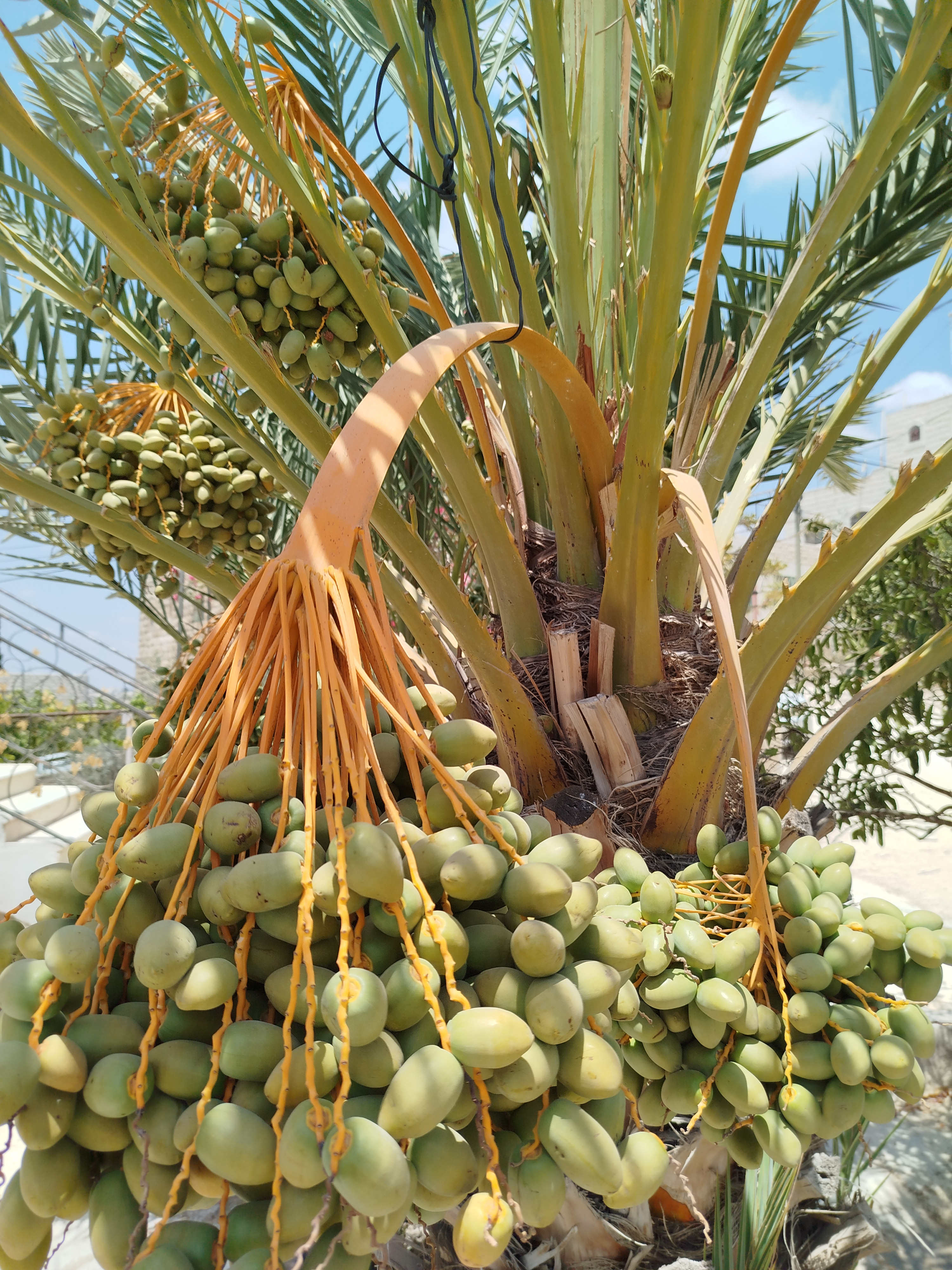
نخيل فلسطين، أحد أشجار النخيل في الأراضي الفلسطينية

زراعة النخيل في فلسطين، هي زراعة متوارثة حظيت باهتمام المزارع الفلسطيني منذ القدم، كونها شجرة ذات قيمة اقتصادية كبيرة، لها منزلة دينية ومعمرة تعيش مئات السنين، وتتحمل شجرة النخيل العديد من الظروف المناخية الصعبة.

## الانتشار
- تنتشر زراعة النخيل في الأراضي الفلسطينية في منطقة أريحا والأغوار وقطاع غزة.

- يزرع النخيل في مدينة أريحا بكثرة منذ القدم، وأطلق عليها قديمًا اسم مدينة النخيل لكثرة مزارع النخيل فيها.

- في قطاع غزة يزرع في مدينتي: دير البلح، وخان يونس.  [5]

## الوصف
- تعد زراعة النخيل أقل الزراعات حاجة إلى الأيدي العاملة، وأقل حاجة للكلفة المادية والتشغيلية.

- تحتاج الشجرة حتى تثمر حوالي ست سنوات.

- حقق مزارعو النخيل في فلسطين قفزة نوعية في زراعة أشجار النخيل، بين عامي 2006 و 2012 تم زراعة 59،000 ألف شتلة نخيل ما مساحته 4249 دونمًا، وقدرت المساحة المزروعة في الأغوار الفلسطينية في  عام 2012 بـحوالي 6071 دونمًا.

- حسب إحصائيات وزارة الزراعة الفلسطينية في  2011، تم زراعة حوالي 85.000 ألف شجرة نخيل.[6]

## أصناف النخيل في فلسطين
- المجهول: أحد أجود أنواع التمور المنتجة فلسطينياً له نكهة ولوناً مميزين.

- البرحي: يعتبر من أشهر أصناف التمور التي تتميز بحلاوة الطعم وغزارة الإنتاج.

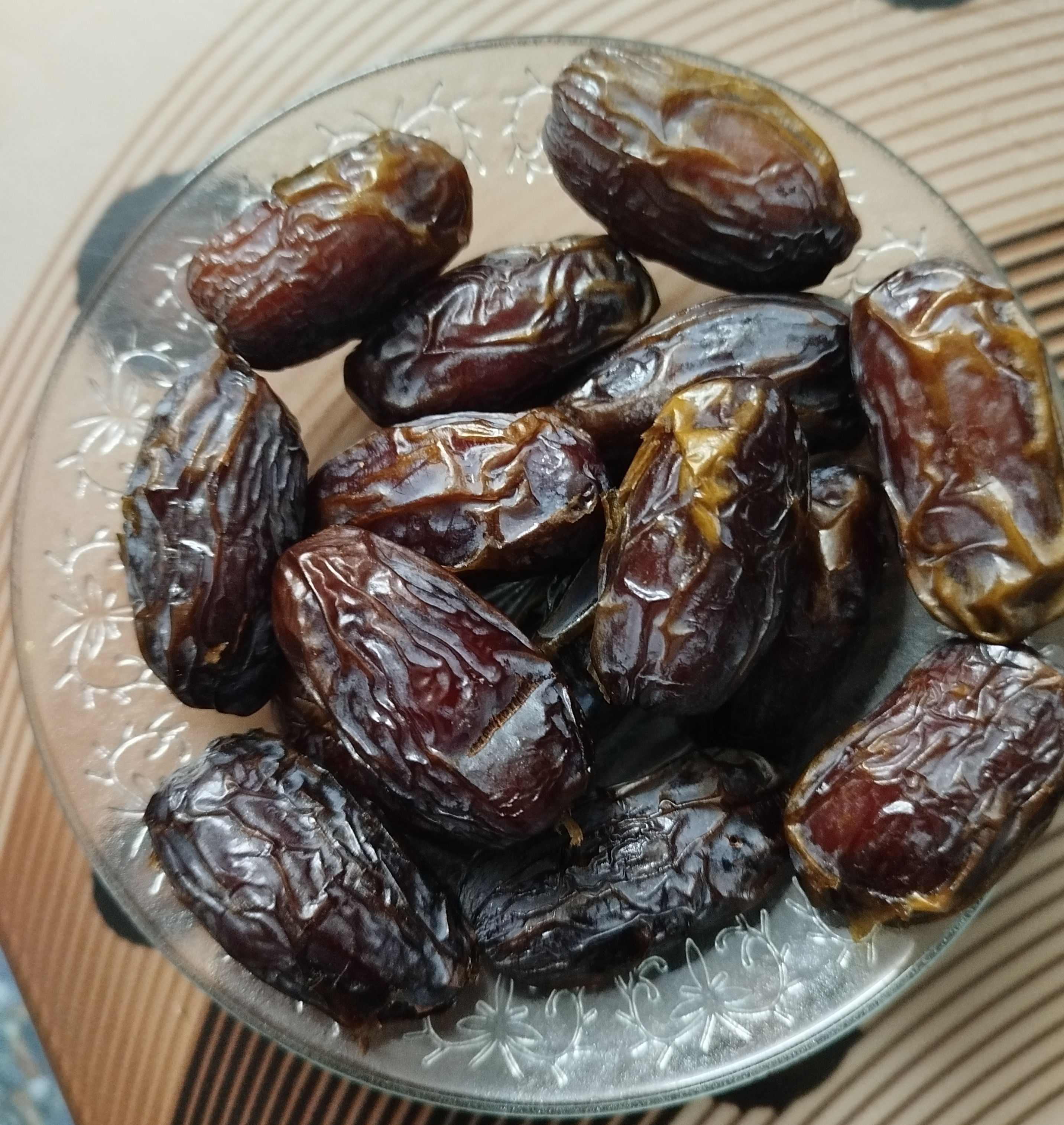
طبق تمر من نوع مجهول، يعد أرفع أنواع التمور ويلقب ملك التمور

- طبق تمر من نوع مجهول، يعد أرفع أنواع التمور ويلقب ملك التمور الحياني: النخلة ضخمة، السعف ذات  حمل كثيف.[7]

## إنتاج التمور
في عام 2015 وحسب وزارة الزراعة الفلسطينية تم إنتاج حوالي 5000 طن من التمور الخالصة.
تستهلك السوق المحلية الفلسطينية ما كميته 4000 طن من التمور في الضفة الغربية وقطاع غزة سنوياً.

## الفوائد
تحتوي ثمرة البلح على معظم المركبات الأساسية اللازمة لبناء جسم الإنسان، والفيتامينات، والعناصر الغذائية، مثل الفسفور والكالسيوم والحديد والمغنيسيوم والصوديوم والكبريت والكلور والسكريات.

## معرض صور

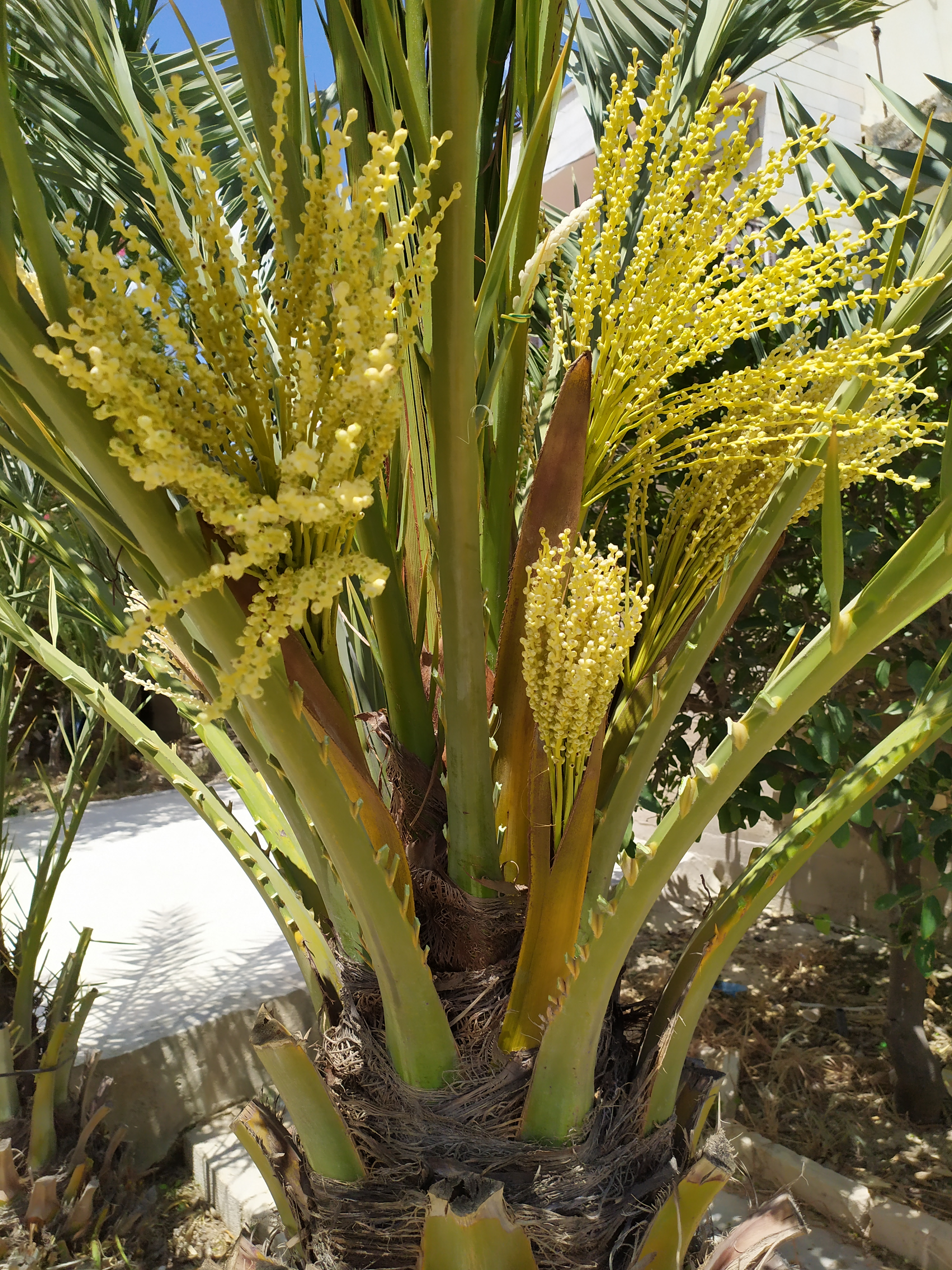
أزهار النخيل
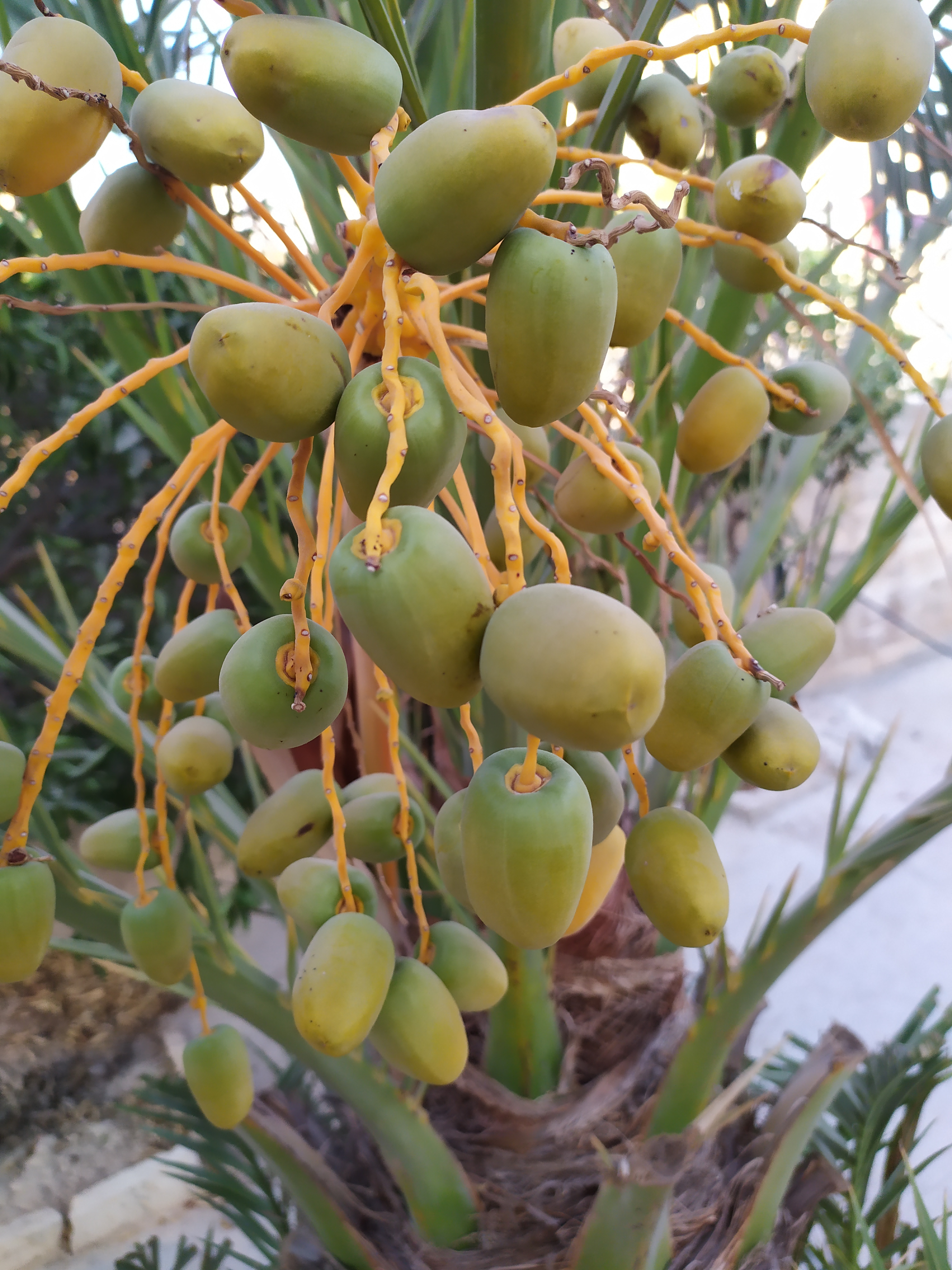
ثمار النخيل
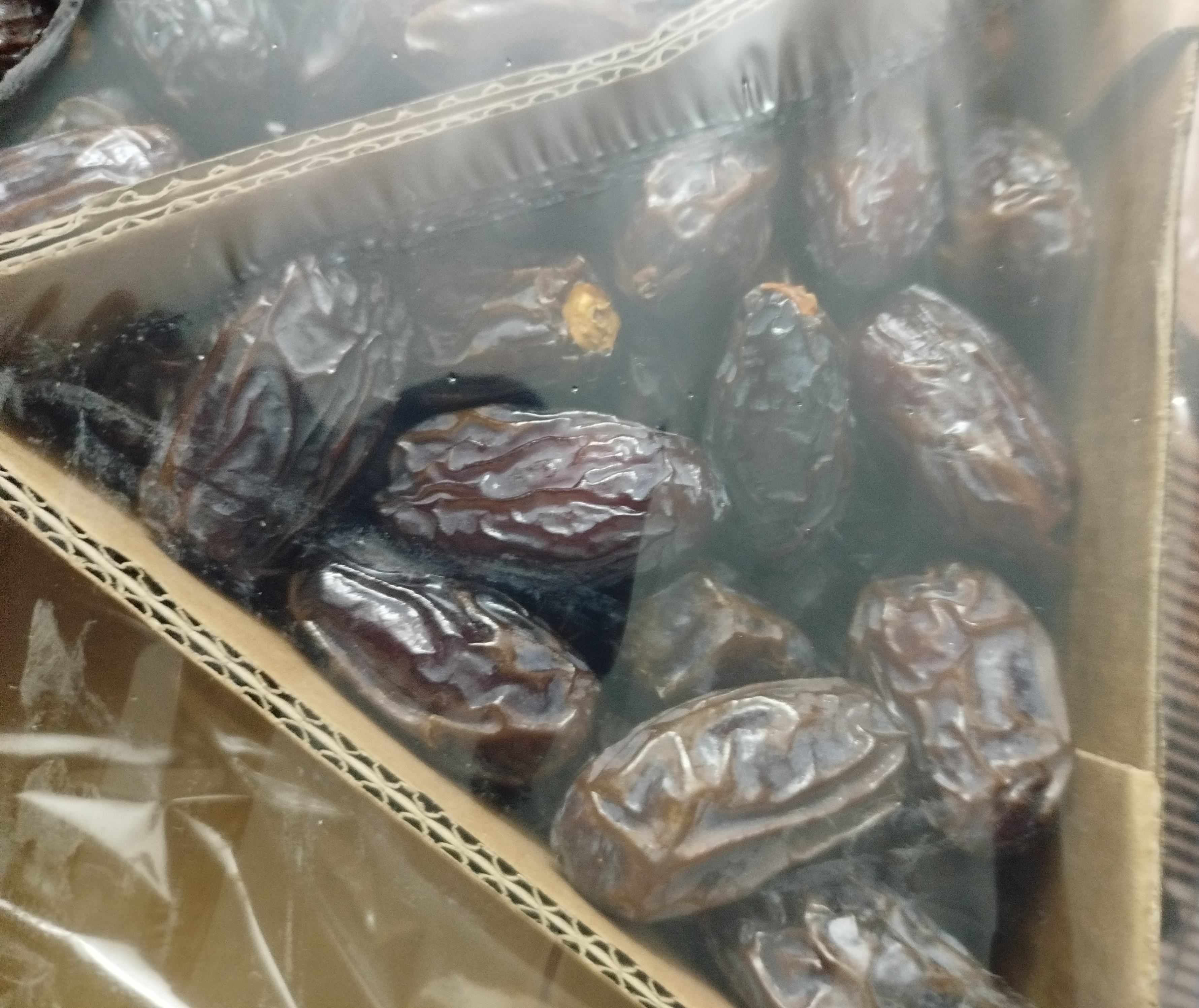
تمر مجهول
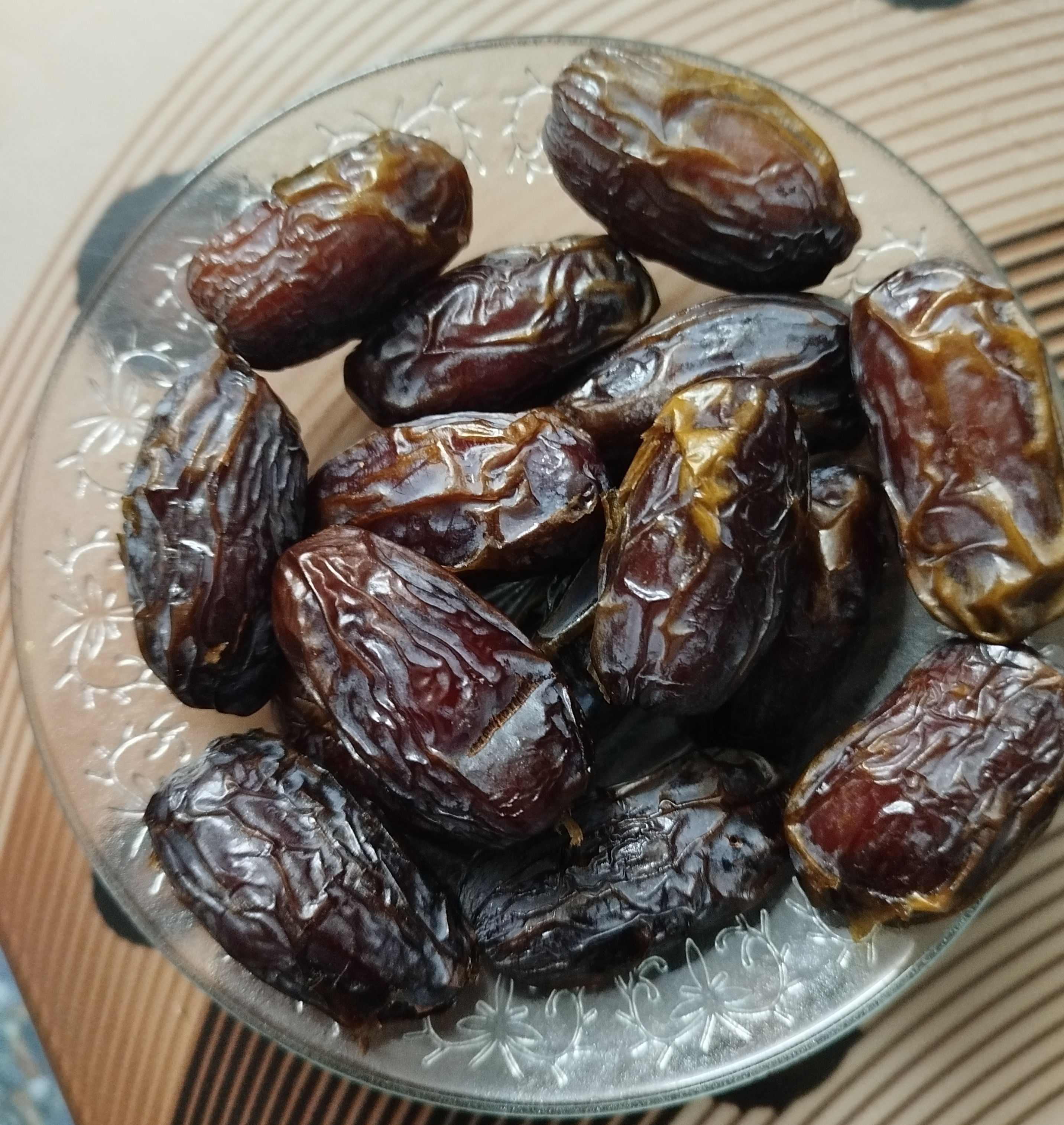
طبق تمر مجهول
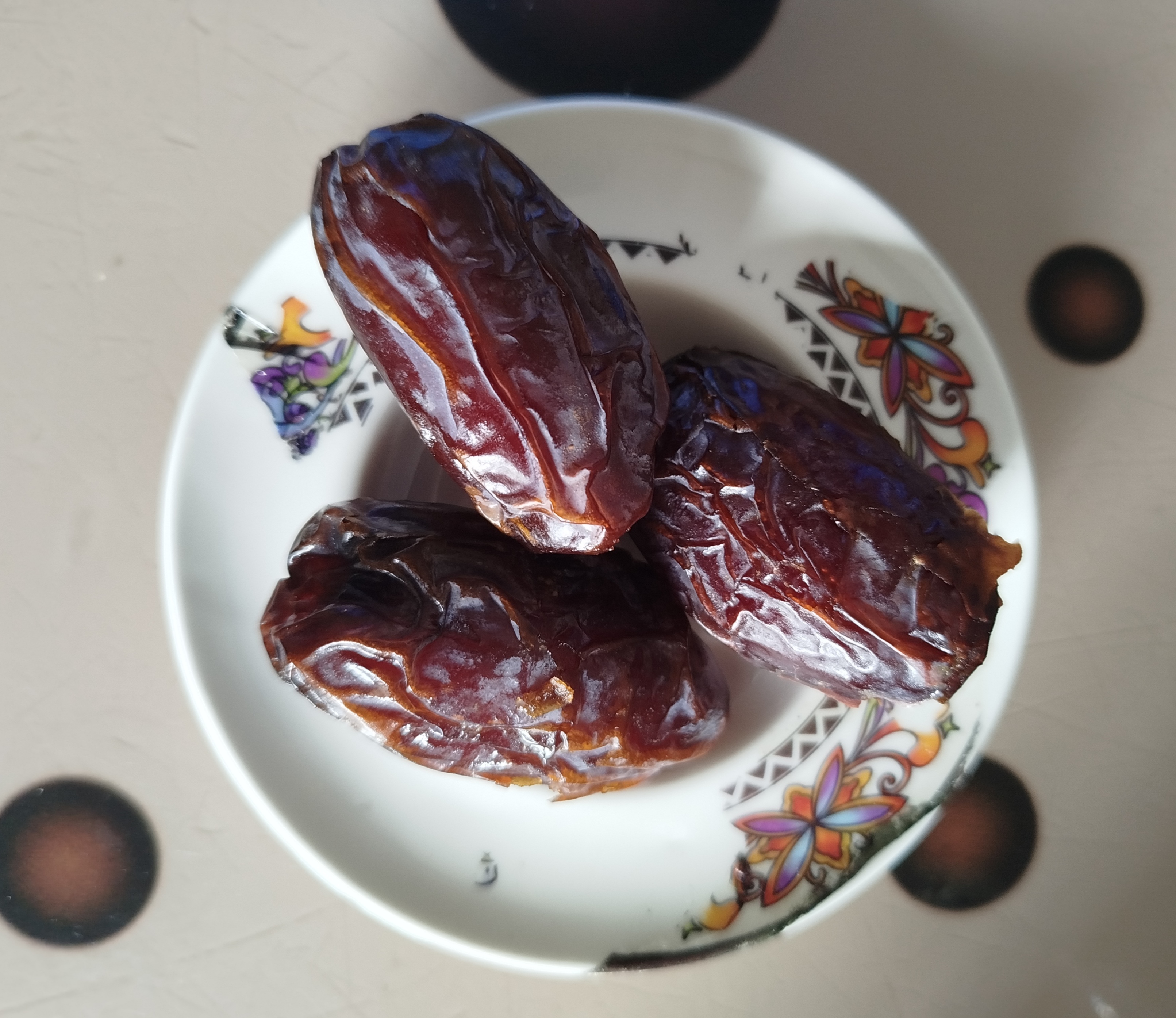
حبات تمر مجهول
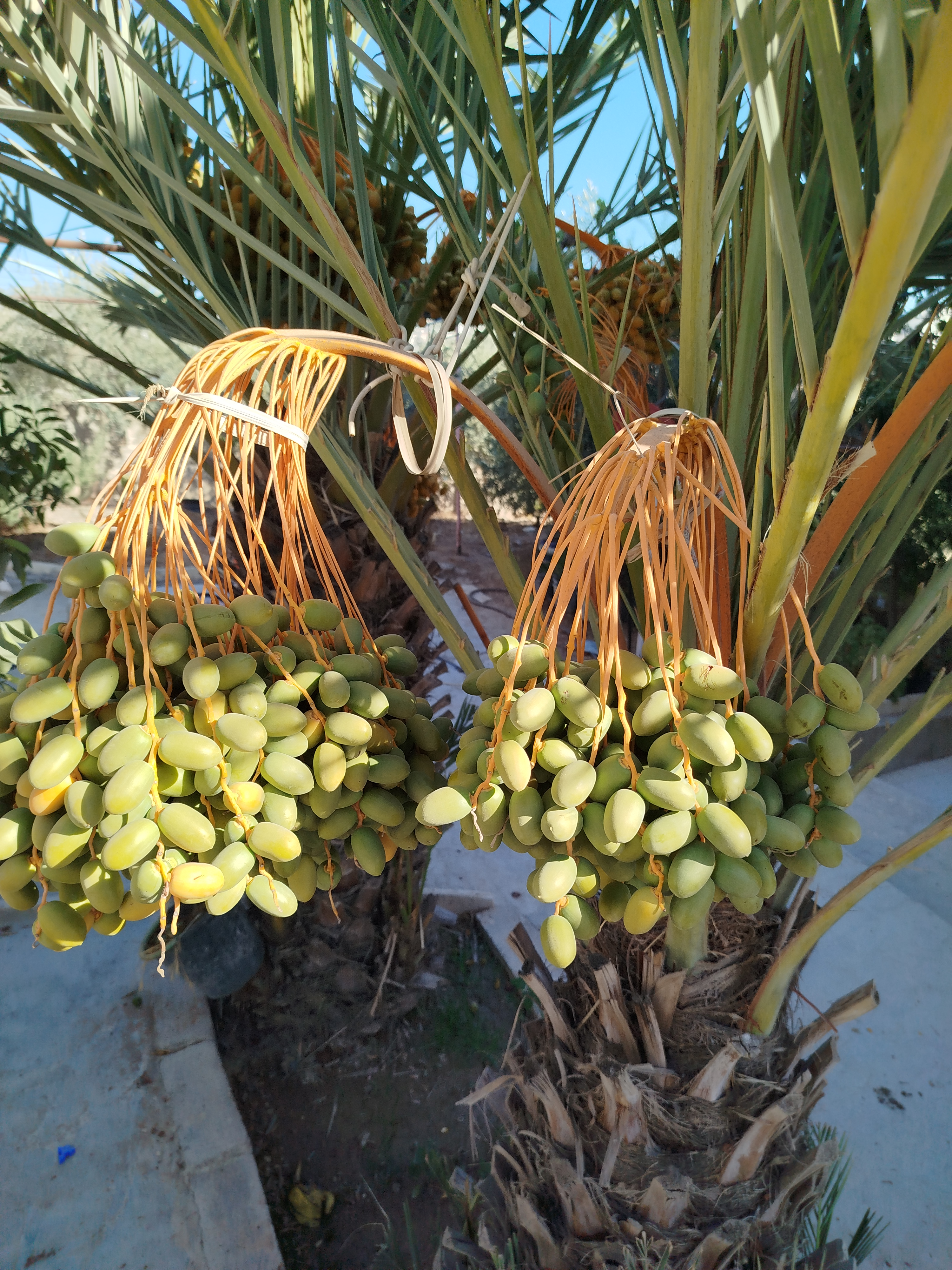
ثمار نخيل، فلسطين
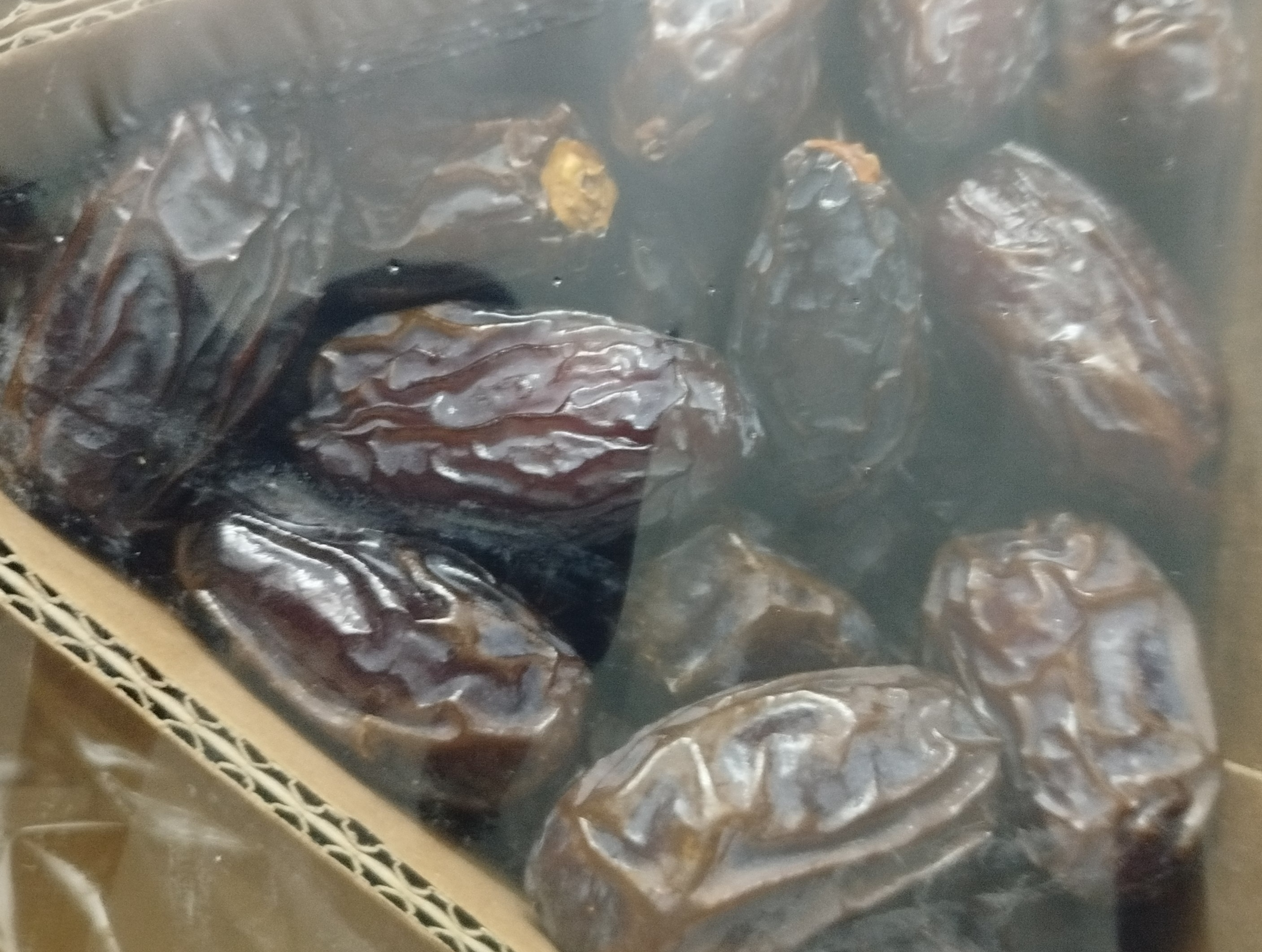
تمر مجهول، من أجود أنواع التمر ويلقب ملك التمور